# Fabrizio Bourguignon
Fabrizio Bourguignon (* 15. September 1976) ist ein brasilianischer Biathlet.
Fabrizio Bourguignon debütierte 2007 in Torsby bei einem Sprint im Europacup, dem späteren IBU-Cup, und wurde 83. 2009 gewann er als 21. eines Sprints in Bansko erstmals Punkte und erreichte zudem sein bislang bestes Ergebnis in der Rennserie. Er startete im August 2010 bei den Biathlon-Südamerikameisterschaften in Portillo und Bariloche. Bei der Meisterschaft, die als Rennserie ausgetragen wurde, wurde Sepulveda in Portillo Elfter des Einzels, 16. im Sprintrennen und 16. im Massenstart. Beim Sprint in Bariloche belegte er den siebten Platz. In der Gesamtwertung, in die nur drei Rennen eingingen, belegte er den 13. Platz.